# Motor para riego

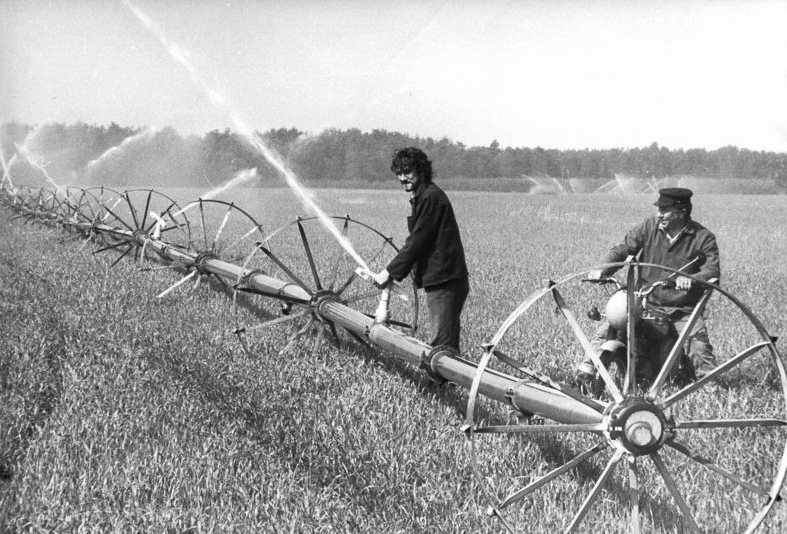
Regadío con alas móviles.

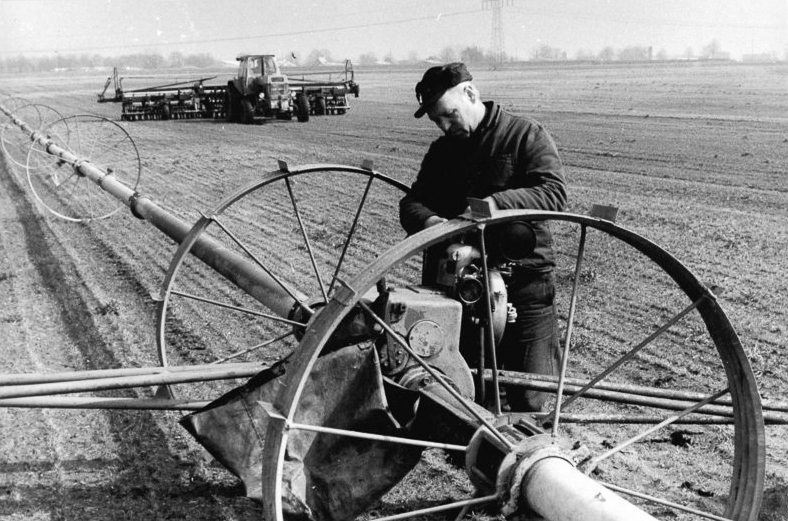
Alas móviles.

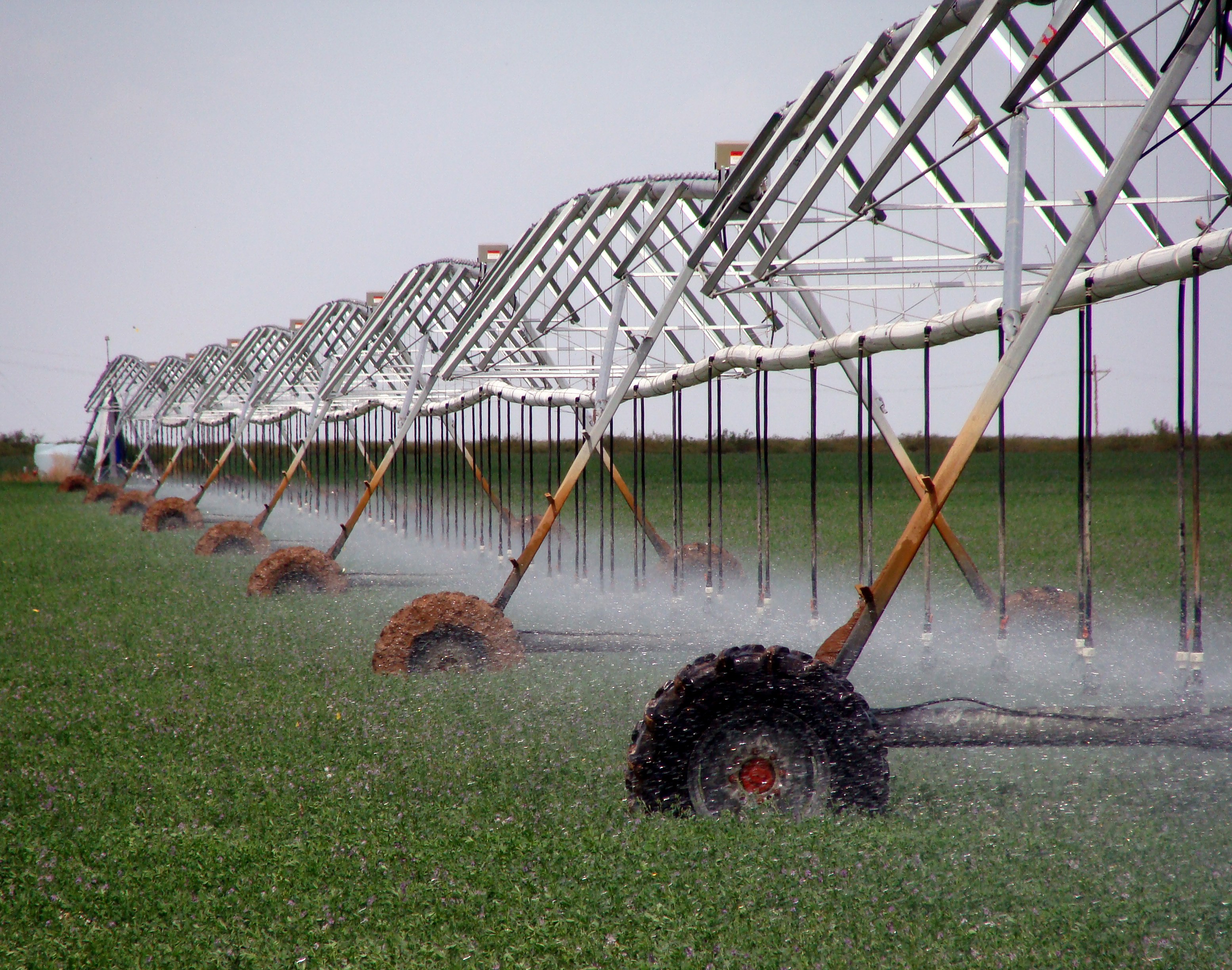
Regadío con un sistema de pivote central.

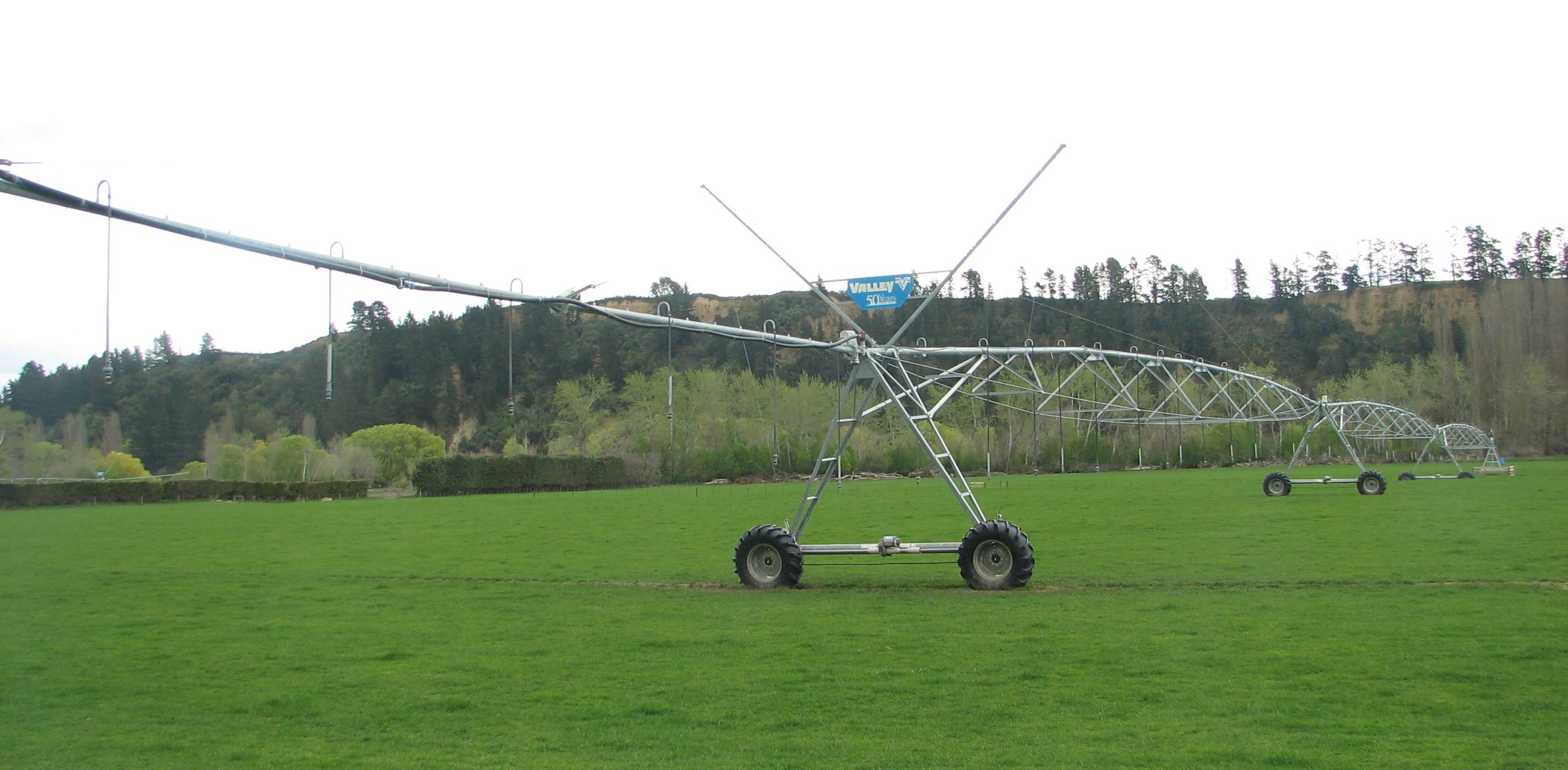
Pivote central.

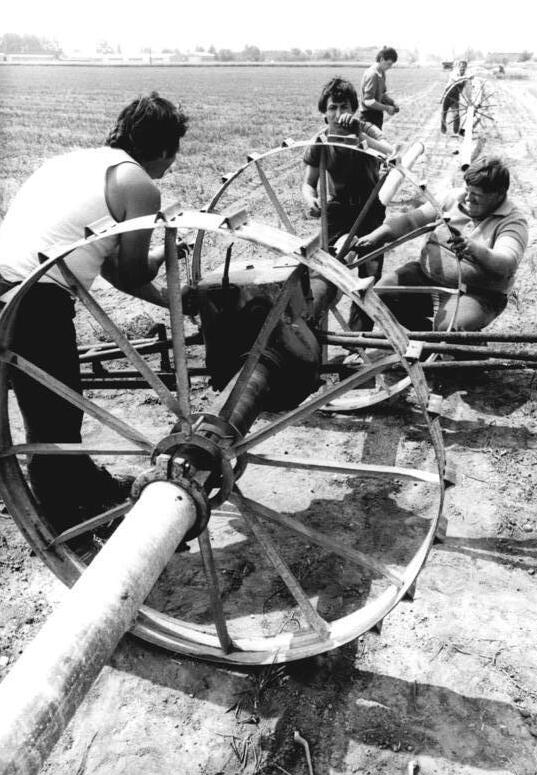
Ala móvil.

Un motor para regadío es una máquina que logra el desplazamiento de un sistema de regadío automático, para que cubra toda la superficie del cultivo deseado.
Los dispositivos móviles de riego por aspersión se desplazan mediante mecanismos que requieren el uso de un motor para la movilidad del dispositivo aspersor.
Existen diferentes técnicas de regadío que implican diferentes mecanismos para el riego de las
zonas cultivadas.

## En la Comunidad Valenciana
En la Comunidad Valenciana y en otras partes, donde el agua subterránea se viene usando desde la Edad Media y antes, gran parte de la misma se bombea ahora con motores eléctricos colocados en una caseta que se ubica sobre el pozo o cerca de él. De hecho, en Valencia se le llama motor de bombeo, o simplemente motor al conjunto de la casa de máquinas con su torre de entrada de la energía eléctrica y la bomba para extraer el agua. Y en los alrededores de la Albufera, muchos motores se emplean para sacar agua de los campos con el fin de drenar el agua encharcada de los campos de arroz, cuando se quiere cosechar.
- Datos: Q6024795